# Gymnosporia fournieri
Gymnosporia fournieri là một loài thực vật có hoa trong họ Dây gối. Loài này được (Pancher & Sebert) Loes. mô tả khoa học đầu tiên năm 1906.